# هندسة برشلونة المعمارية

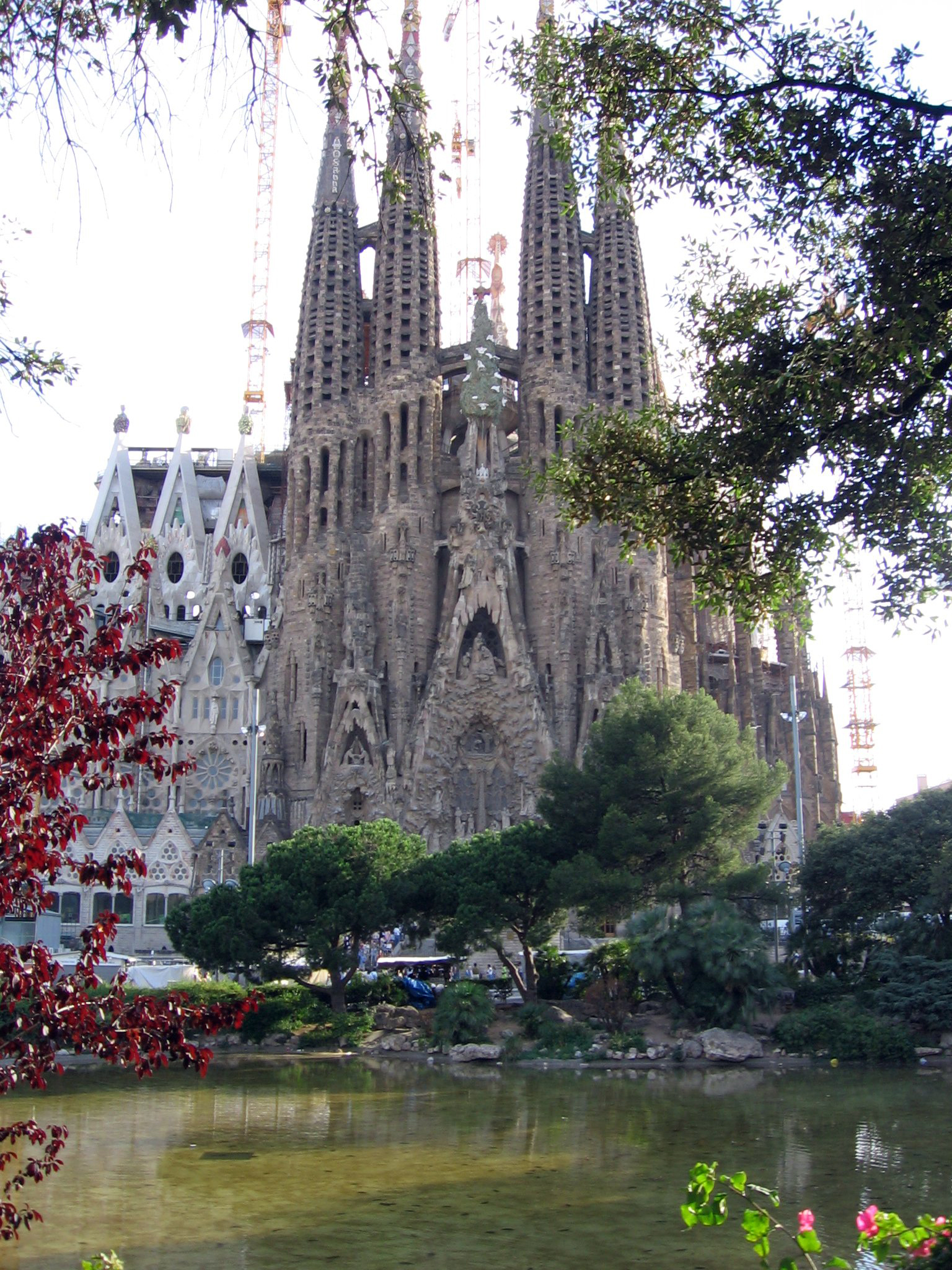
كنيسة العائلة المقدسة، أنتوني غاودي، أعلن أنها أنها أحد مواقع التراث العالمي من قبل اليونيسكو في 2005، وهي من أكثر المواق زيارة في برشلونة.

تمتاز هندسة برشلونة المعمارية بقيمتها العالية التي تفوق الهندسة الكتالونيا والإسبانية بشكل عام. كما واستمرت هذه الميزة على نحوٍ متنوع بخصوص حراكات عديدة أُحدثت في سياقِ تاريخ الفن الغربي. على مر تاريخ برشلونة، استقبلت المدينة ثقافاتٍ وحضاراتٍ متنوعة والتي أثْرَت فنها وتركت إرثاً عظيماً للمدينة للفترات اللاحقة؛ ابتداءً من عصر الإيبيريين الأوائل مروراً بالمستعمرين الرومان ثم القوط، وبعد ذلك لفترة ليست بطويلة من حكم المسلمين وصولاً إلى العصور الوسطى التي شهدت ظهوراً قوياً للفن؛ اللغة؛ والثقافة الكتالانية مختلطة بفترة أولى من الازدهار في مجال الفن الكتالاني فيما كانت العصور الرومانية والقوطية مثمرة ومشكّلة عاملا أساسياً للتطور الفني في المنطقة.
خلال العصر الحديث، الزمن الذي انضمت فيه مدينة الكونت (بالإسبانية: La Ciudad Condal)‏ إلى المملكة الإسبانية (بالإسبانية: Monarquía Hispánica)‏، شكلت الأنماط الفنية الأساسية عصر النهضة، وعصر الباروكية أو ما يسمى بعصر الإفراط بالتزيين والزخرفة. وتطورت هذه الأنماط إلى جانب تلك القادمة من الدول المنشأ كإيطاليا وفرنسا. وكانت تُتَّبع الأنماط الزخرفية بتنوع كبير على النطاق المحلي، إذا كان صحيحاً ما يؤكده بعض المؤلفين أنه لم تكن هناك فترة في أوج ازدهارها على وجه الخصوص في الظهور الفني لمدينة برشلونة فإن جودة الأعمال الفنية تطابقت مع الوضع فيها بينما من ناحية حجم الأعمال الفنية فقد كان عصر الحداثة ذا إنتاجية وفيرة بالرغم من عدم وصول جزء لا بأس به من الشواهد على ذلك إلى الزمن الحالي.
تزامن القرن التاسع عشر أو ما يطلق عليه بالعصر الحديث مع حركة إعادة إحياء اقتصادية وثقافية حيث صارت هذه واحدة من الفترات الغنية في تاريخ عمار برشلونة. من الجدير الإشارة إليه أنه حتى في القرن التاسع عشر كانت المدينة مزدانة بجدرانها الحصينة العائدة للعصور الوسطى؛ كأماكن التجنيد العسكري، لكن تطورها كان محدوداً. ثم تغير الوضع بانهيار جدران برشلونة من أجل منح مدينة القلعة المحصنة مساحة أكبر لامتداد السهول القديمة على طول المدينة ضمن مشروع إنسانتشي (بالإسبانية: Ensanche)‏ الذي أُسس على يد ديمونسو ثيردا الثاني؛ والذي يُعنى بالتوسع العمراني للمدن الإسبانية نهاية القرن التاسع عشر ومن ضمنها أراضي برشلونة. ومثالٌ على زيادة أخرى جذرية في مساحة العاصمة الكتالانية: انضمام البلديات المجاورة ما بين نهايات القرن التاسع عشر وبدايات القرن العشرين.
استدعى كل ذلك تعليماً ملحوظاً من قبل المدنيين الجدد المتخصصين في علم المساحة، وزيادة في الفنيين العاملين لدى البلديات المتخصصة في مجال الطرق العامة حيث تصاعد اهتمامهم في فعاليات متنوعة واحتفالات كانت تقام في برشلونة. أمثلة على ما سبق: المعرض العالمي لعام 1888، والمعرض الدولي لعام 1929. ومؤخراً، الألعاب الأولمبية عام 1992، والمنتدى العالمي للثقافات لعام 2004.
يعد القرن العشرون بداية الأنماط المتنوعة المبتكرة على يد المهندسين المعماريين البرشلونيين والذين كانوا على تواصل مع الحركات العالمية ووضعوا المدينة على أعتاب الطلائعية. وقد قلب التطور المعماري المدينة الكتالانية في السنوات الأخيرة إلى أكثر المدن الأوروبية محطاً للاهتمام في المجال المعماري إضافةً إلى حركة التمدن في الأنماط البيئية والاستدامة الزراعية. والذي بدوره أدى إلى حصول المدينة على جوائزَ عديدةٍ كالميدالية الذهبية للمعهد الملكي للمعمارييين البريطان "RIBA" عام 1999، وجائزة فينيس بينالي لعام 2002.
يحظى إرث المدينة المعماري بحماية خاصة بموجب قانون 9/1993 للإرث الثقافي الكتالاني والذي يضمن الحماية والحفاظ والبحث وانتشاره ضمن أربع مستويات للتغطية الثقافية، وهي:
- المستوى (أ): جيد ثقافياً على الصعيد الوطني.
- المستوى (ب): جيد ثقافياً على الصعيد المحلي.
- المستوى (ج): جيد ثقافياً على الصعيد المدني.
- المستوى (د): جيد ثقافياً على الصعيد الوثائقيّ.